# Alexandre Pons i Serra
Alexandre Pons i Serra   (Barcelona, 10 de juliol de 1859 - Barcelona, 27 de maig de 1907) fou empresari i polític català.

## Biografia
Fill d'Isidre Pons i Roura, natural de Figueres (Alt Empordà), i de Maria Dolors Serra i de Chopitea, de Barcelona, filla de Dorotea de Chopitea. El seu avi, Josep Maria Serra i Muñoz, i el seu pare, havien estat fundadors del Banco Hispano Colonial, del qual ell fou secretari general de la Transatlàntica de 1885 a 1888 i membre del consell d'administració des de 1893. El 1888 fou nomenat secretari general de la Compañía General de Tabacos de Filipinas i el 1889 de la Refineria Colonial de Badalona, que va integrar en la futura Sociedad Hullera Española.
Fou regidor de l'Ajuntament de Barcelona per la Lliga Regionalista en 1901, i durant aquest període fou president de la Junta d'Obres del Port i vocal de la Comissió Mixta Ajuntament - Banco Hispano-Colonial per a la conversió del deute. Vinculat a Claudi López i Bru, segon marquès de Comillas, i al Partit Conservador, fou elegit diputat pel districte de Castellterçol a les eleccions generals espanyoles de 1903 i 1905. Fou un dels membres fundadors del Cercle Artístic de Sant Lluc.